# Останапиевская
Останапиевская— упразднённый населённый пункт (тип: мельница) на территории современного Юкаменского района Республики Удмуртии Российской Федерации. Ныне улица Останапиевская деревни Шафеево в составе Верх-Унинского сельского поселения. Населённый пункт зафиксирован в документах 1905-1925 годов. Точная дата основания и исчезновения неизвестна.
Находилась у реки Юкаменка, у большого пруда перед деревней Останапиево, примерно в 300 метрах от неё, у просёлочной дороги.
Вверх по течению реки около 2, 3 км находилась мел. Усть-Лекомская.
Списки населённых мест Глазовского уезда за 1905 год описывает населённый пункт таким образом: мельница, При починке Юсском (Останапиево), двор — один, 2 жителя — мужчина и женщина (ЦГАКО. Ф. 574. Оп. 2. Ед. хр. 617/2).
Список населённых мест Вотской автономной области 1924 года приводит следующие данные по населённому пункту: тип — мельница, двор — один, 4 жителя, расстояние до Глазова 55 верст
В первой четверти XX века мельница входила в состав Юкаменской волостм Глазовского уезда.
АТД 1905 года: Глазовский уезд,	Юмская волость, Усть-Лекомское сельское общество
По АТД 1924 г.: мельница Останапиевская — Глазовский уезд, Юкаменская волость, Унинский сельсовет
По АТД 1925 г.: мельница Останапиевская — Глазовский уезд, Юкаменская волость, Верхнечурихинский сельсовет